# 滿洲國國旗
满洲国國旗是以1928年以前的中華民國北洋政府國旗（五色旗）為基礎，於1932年作成，旗帜于1945年随着日本战败和满洲国灭亡而废除国旗的地位。
|      | 民用旗 | 政府旗   | 军旗   |
| ---- | ------ | -------- | ------ |
| 陸用 | 民用旗 | 政府旗   | 軍用旗 |
| 海用 | 民船旗 | 政府船旗 | 軍艦旗 |

## 设计
1932年（大同元年）3月1日满洲国政府发布了《国旗制度布告》，规定满洲国国旗由五色组成，旗地为黄色，左上角分别为红、蓝、白、黑的四色横条，各占四分之一，横纵比例为3:2。
1933年（大同二年）2月24日满洲国国务院发布了第三号布告《对国旗意义的解释文件》，将国旗的含义解释如下：藍色代表东方，红色代表南方，白色代表西方，黑色代表北方，黄色则代表中央，象征中央统御四方，其色彩来自社稷中的五色土。
根据满洲国国务院总务厅发布的《满洲国国旗考》中的解释，黃色象征五行中的土，象征统御四方的帝王仁德；红色象征火，代表熱情和勇敢；藍色象征木，代表青春和神圣；白色象征金，代表純洁和正义；黑色象征水，代表意志和決心。黄色占旗面四分之三，象征以王道主义治国的精神。
同时，黄色、红色、蓝色、白色和黑色又分别代表滿族、漢族、蒙古族、大和民族和朝鮮民族，象徵著五族協和，四個民族在滿族的統治下携手建设满洲国。

## 其他旗帜

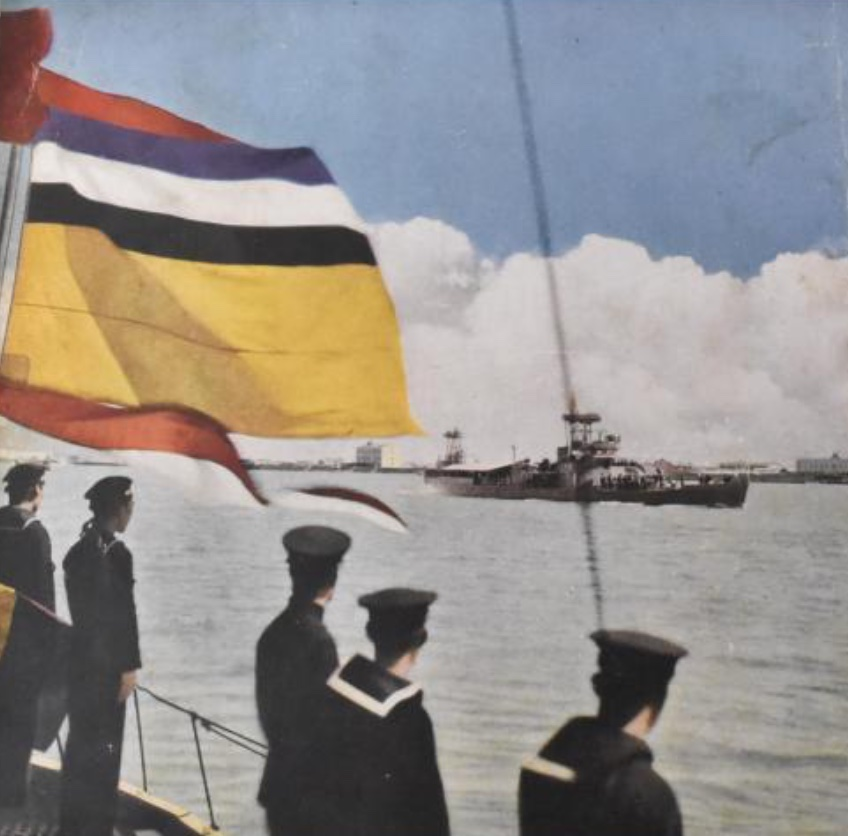
满洲国海军旗

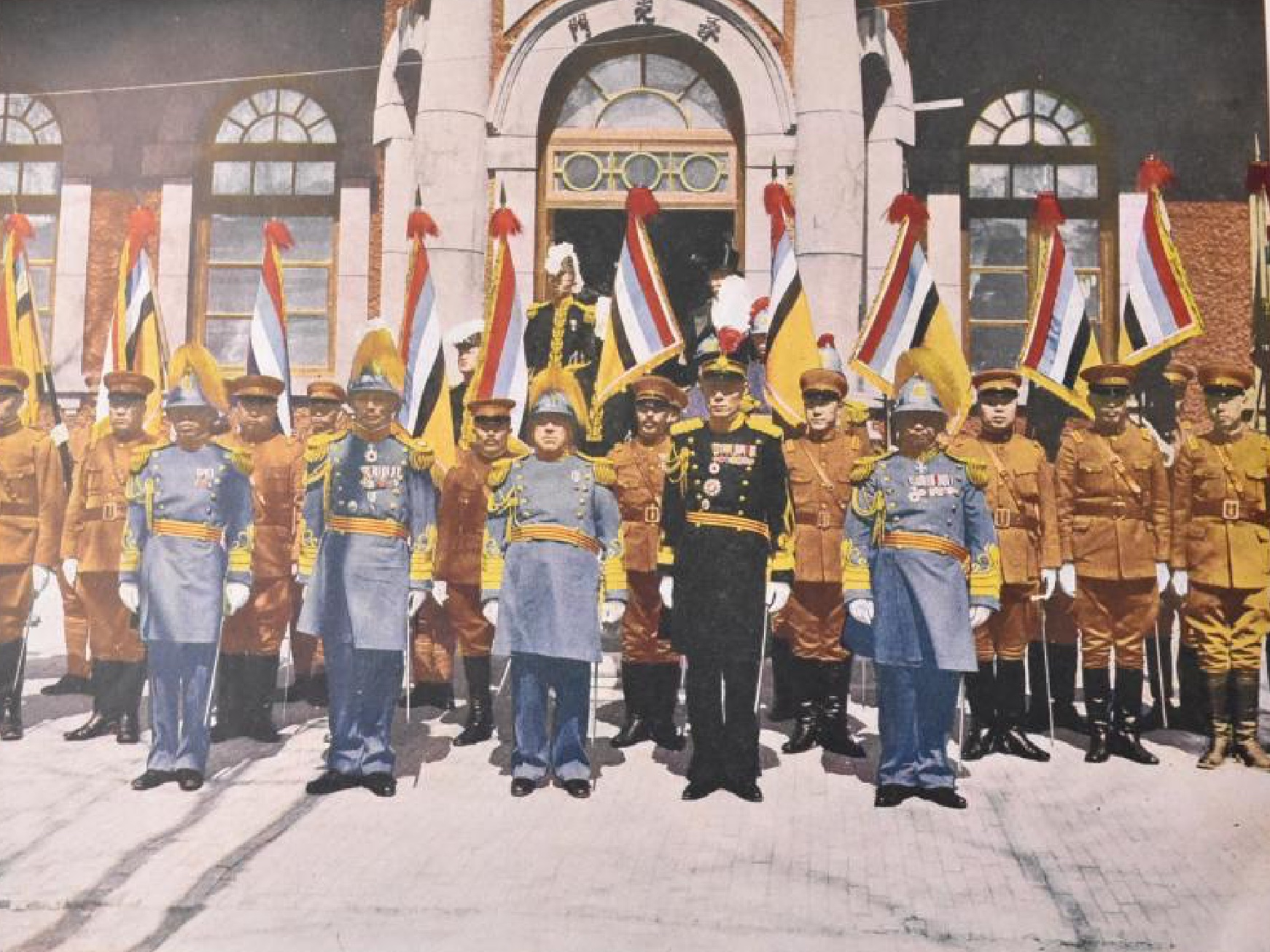
满洲国军将校合影

### 军旗/海军旗
1932年（大同元年）4月25日满洲国海军第三号令《满洲国海军旗式》制定了海军旗。规定舰首旗和船旗使用和国旗相同的设计，1935年（康徳2年）3月7日发布《海军旗章令》以及《大同元年军令第叁号满洲国海军旗式废止文件》对海军旗进行了重新规定，将海军旗统一为上半部分红蓝白黑四色，下半部分黄色，与军旗相同样式。
| 军旗/海军旗 |
| 军旗/海军旗 |

### 海军衔别旗

#### 1932年－1935年
| 海军上将舰旗 |
| 海军上将舰旗 |

| 海军中将舰旗 |
| 海军中将舰旗 |

| 海军少将舰旗 |
| 海军少将舰旗 |

| 海军代将舰旗 |
| 海军代将舰旗 |

#### 1935年－1945年
| 海军大臣旗帜 |
| 海军大臣旗帜 |

| 海军上将舰旗 |
| 海军上将舰旗 |

| 海军中将舰旗 |
| 海军中将舰旗 |

| 海军少将舰旗 |
| 海军少将舰旗 |

| 海军代将舰旗 |
| 海军代将舰旗 |

| 海军司令舰旗 |
| 海军司令舰旗 |

| 海军先任旗 |
| 海军先任旗 |

### 水上警察旗
| 水上警察旗 |
| 水上警察旗 |

| 民船管理局局长旗 |
| 民船管理局局长旗 |

| 民船管理局警长旗 |
| 民船管理局警长旗 |

| 水警警长旗 |
| 水警警长旗 |

| 在舰高级警长旗 |
| 在舰高级警长旗 |

### 海防、邮政旗
| 海运办公室旗帜 |
| 海运办公室旗帜 |

| 海运护航船旗帜 |
| 海运护航船旗帜 |

| 海岸巡防队旗帜 |
| 海岸巡防队旗帜 |

| 邮政总局旗帜 |
| 邮政总局旗帜 |

### 皇帝旗
| 滿洲國皇帝私人旗 |
| 滿洲國皇帝私人旗 |

### 政治组织
| 满洲国协和会会旗 |
| 满洲国协和会会旗 |

### 满洲国童子团联盟
| 满洲国童子团联盟旗帜 |
| 满洲国童子团联盟旗帜 |

## 关联条目
- 满洲国
- 满洲国国徽